# Thomas Trabitsch
Thomas Trabitsch (* 1956 in Zwettl) ist ein österreichischer Theaterwissenschaftler und ehemaliger Direktor des Österreichischen Theatermuseums.

## Leben
Trabitsch studierte an der Universität Wien Theaterwissenschaften, Kunstgeschichte, Philosophie und Musikwissenschaft und wurde als Theaterwissenschaftler promoviert. Danach wirkte er zunächst als Dramaturg am Theater in Regensburg und danach für die Musikalische Jugend Österreichs. Anschließend war er sechs Jahre lang in der Abteilung für Ausstellungswesen des Kunsthistorischen Museums tätig und betraute danach zuletzt die Ausstellungs-Vorbereitungen im Theatermuseum, bevor er am 1. Juni 2002 dessen Direktion als Nachfolger von Helga Dostal übernahm. Viele der großen Ausstellungen der letzten 20 Jahre hat Thomas Trabitsch selbst initiiert, unter anderen jene zu Gustav Mahler sowie Literaturausstellungen, wie jene zu Arthur Schnitzler, Thomas Bernhard, Peter Handke, Stefan Zweig und Ödön von Horvath.
Im September 2021 wurde bekannt, dass ihm mit Jahreswechsel 2021/22 Marie-Theres Arnbom als Direktorin des Wiener Theatermuseums nachfolgen soll.

## Schriften
- Michael Buhrs, Barbara Lésak, Thomas Trabitsch: Kabarett Fledermaus. Ein Gesamtkunstwerk der Wiener Werkstätte. Verlag Christian Brandstätter, Wien 2007, ISBN 3-85033-082-6.
- Marie-Theres Arnbom Kevin Clarke u. Thomas Trabitsch: Welt der Operette. Glamour, Stars un Showbusiness. Wien, Brandstätter-Verlag 2011. ISBN 978-3-85033-581-2